# Allhaming
Allhaming är en ort och kommun  i Österrike. Den ligger i distriktet Linz-Land i förbundslandet Oberösterreich, 160 kilometer väster om huvudstaden Wien. 
Kommunen består av fem orter (Ortschaften) (inom parentes invånarantal 1 januari 2024):
- Allhaming (777)
- Kroisbach (4)
- Laimgräben (240)
- Lindach (132)
- Sipbach (106)